# Grabill
Grabill es un pueblo ubicado en el condado de Allen en el estado estadounidense de Indiana. En el Censo de 2010 tenía una población de 1053 habitantes y una densidad poblacional de 675,36 personas por km².

## Geografía
Grabill se encuentra ubicado en las coordenadas 41°12′36″N 84°58′7″O / 41.21000, -84.96861. Según la Oficina del Censo de los Estados Unidos, Grabill tiene una superficie total de 1.56 km², de la cual 1.56 km² corresponden a tierra firme y (0%) 0 km² es agua.

## Demografía
Según el censo de 2010, había 1053 personas residiendo en Grabill. La densidad de población era de 675,36 hab./km². De los 1053 habitantes, Grabill estaba compuesto por el 96.77% blancos, el 0.57% eran afroamericanos, el 0.66% eran amerindios, el 0.47% eran asiáticos, el 0% eran isleños del Pacífico, el 0.28% eran de otras razas y el 1.23% pertenecían a dos o más razas. Del total de la población el 1.61% eran hispanos o latinos de cualquier raza.